# Война отца Ле Лутра
Война отца Ле Лутра (англ. Father Le Loutre's War), также известная как Англо-микмакская война (фр. Guerre anglo-micmac) — вооружённый колониальный конфликт в Северной Америке между Британией и её колонистами с одной стороны, и акадийским ополчением и союзным с ним индейскими племенами, с другой, происходивший с 1749-го по 1755 год. Основными союзниками из числа индейцев, сражавшимися на стороне акадийцев, были микмаки и малеситы.
Утрехтский мирный договор 1713 года закрепил за Британией Акадию, но территория региона продолжала оставаться под контролем франко-акадийцев и индейцев. Британские колонисты стали создавать новые поселения и оттеснять с земель индейцев и французов. Британцы попытались установить контроль над крупными поселениями на полуострове Новая Шотландия и распространить свою власть на спорную территорию современного Нью-Брансуика. В ответ акадийцы и индейцы атаковали британские поселения и форты. Конфликт закончился победой Британии. После окончания войны в течение нескольких лет было депортировано свыше 11 000 акадийцев.